# Faustrecht der Freiheit
Faustrecht der Freiheit (El dret del més fort) és una pel·lícula alemanya de Rainer Werner Fassbinder estrenada el 1975.
En la pel·lícula Fassbinder analitza en manera despietada i cruel la relació de sfruttamento de capitalismeo i les seves dinàmiques, triant com ambientació el món homosexual hipòcrita i burgès del Mònaco dels anys setanta.
Triada evidentment no solament per factors personals (Fassbinder coneixia molt ben aquell món i en detestava els mecanismes) però sobretot per la necessitat de mostrar com les relacions coercitives del poder econòmic no estan només en mans de qui mana sinó també de les consiederades "minories".
Temàtiques comuns a altres pel·lícules de Fassbinder, per exemple Les amargues llàgrimes de Petra Von Kant i es troba també en el seu teatre, cal recordar la tragèdia del 1965 Com gotes sobre pedres calentes .

## Argument
Franz Bieberkopf, anomenat Fox, és un noi homosexual que treballa en un barracó del Luna Park de Múnic.
Després de la detenció de l'amo per estafa perd la seva precària ocupació.
La fortuna se li mostra amiga, i guanya a una loteria, li canvia de sobte la vida.
Gràcies a la seva nova condició social aconsegueix a accedir a l'alta burgesia homosexual.
Aquí coneix Eugen, cadell burgès d'una notable família bavaresa. El pare d'Eugen, efectivament, és propietari d'una important tipografia de la ciutat, actualment en problemes.
Eugen es mostra de cop atret per la condició social de Fox no obstant els seus modes vulgars i gruixuts que no triguen a fer-l passar vergonya davant els seus amics i a la seva família.
Els dos van a viure junts i Eugen convenç Fox a invertir els seus diners en la tipografia de la família i en la compra d'un ric apartament i de quadres d'autor i mobiliari meravellós.

## Repartiment
- Peter Chatel
- Rainer Werner Fassbinder
- Karlheinz Böhm
- Adrian Hoven